# Vrolijk paar
Vrolijk paar is een olieverfschilderij van Judith Leyster uit 1630. Dit was het schilderij waarmee in 1892 de herontdekking van Leysters werk werd ingeluid.

## Voorstelling
Het is voor zover bekend het enige schilderij van Leyster dat in de buitenlucht gesitueerd is. Het is alsof ze heeft ingezoomd op een schilderij van Dirck Hals of Willem Buytewech, die veel voorstellingen hebben gemaakt van vrolijke gezelschappen in weelderige tuinen. De gedrapeerde doek op de achtergrond lijkt direct geïnspireerd te zijn door werken van Frans Hals en zijn navolgers, zoals De staande cavalier, een schilderij dat vroeger aan Judith Leyster zelf werd toegeschreven. Dit wijst erop dat Judith Leyster in deze periode in nauw contact stond met Frans Hals, hoewel er geen direct bewijs is dat ze daadwerkelijk zijn leerling is geweest.
Doordat de voorstelling een toespeling maakt op de Bijbelse parabel van de verloren zoon en sommige kunsthistorici in de vrouw een zelfportret van Judith Leyster zien als verleidelijke bordeelhoudster, lijkt het schilderij verwantschap te vertonen met het iets latere zelfportret van Rembrandt als de verloren zoon in de herberg met Saskia als gezelschapsdame. Ook Buytewech en Gabriël Metsu hebben schilderijen met hetzelfde onderwerp gemaakt, waarin een zelfportret is herkend. Voor de violist heeft dezelfde persoon model gestaan als voor de luitspeler op Het concert.

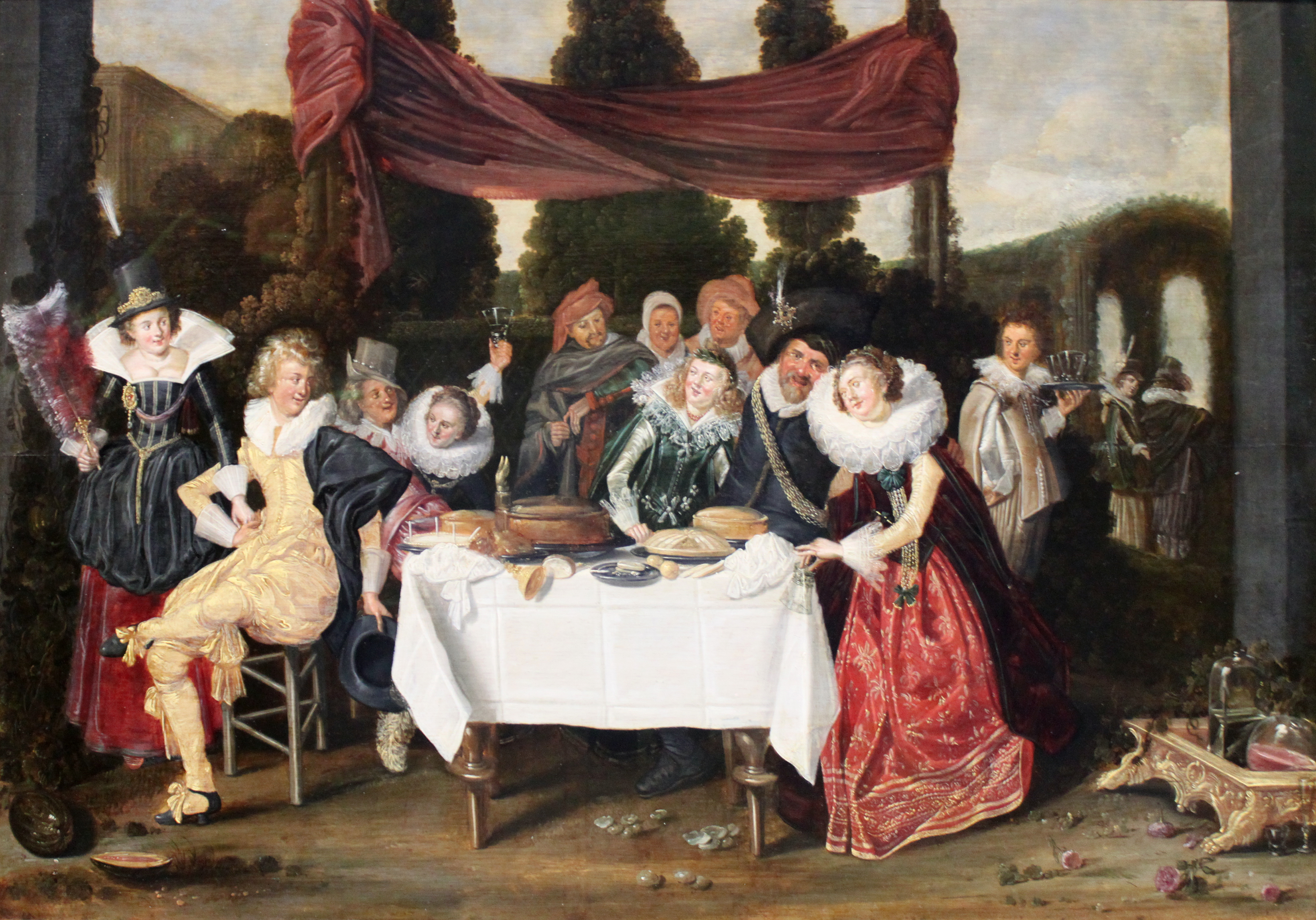
Dirck Hals, Vrolijk gezelschap, 1620, Städel Museum, Frankfurt am Main

## Herkomst
Het schilderij werd op 27 april 1758 bij de veiling van de verzameling van sir Luke Schaub in Londen verkocht aan William vijfde Lord Byron. Vanaf 1769 was het in bezit van de familie Baybrooke. In 1892 verkocht kunsthandel Wertheimer het aan kunsthandel Lawrie & Co. Ondanks het monogram had het al die tijd als een Frans Hals gegolden. Lawrie spande in 1892 een rechtszaak aan om aan te tonen dat het geen Hals was en dat de prijs daarom te hoog was. Kunsthistoricus Hofstede de Groot wist Wertheimer ervan te overtuigen dat Judith Leyster de maker was, waarmee de prijsverlaging en Leysters herontdekking een feit waren. Vervolgens belandde het schilderij via graaf Boni de Castellane bij baron Basile de Schlichting die het in 1914 aan het Louvre schonk.